# IC 4188
IC 4188 — галактика типу Sbc (компактна витягнута спіральна галактика) у сузір'ї Гончі Пси.
Цей об'єкт міститься в оригінальній редакції індексного каталогу.